# Rhodostemonodaphne capixabensis
Rhodostemonodaphne capixabensis är en lagerväxtart som beskrevs av J.B. Baitello & B. Coe-teixeira. Rhodostemonodaphne capixabensis ingår i släktet Rhodostemonodaphne och familjen lagerväxter. Inga underarter finns listade i Catalogue of Life.